# بهاءالدین ریحان
بهاءالدین ریحان (انگلیسی: Bahaeddine Rihan؛ زادهٔ ۱ ژانویهٔ ۱۹۷۹) بازیکن فوتبال اهل سودان بود.
از باشگاه‌هایی که در آن بازی کرده‌است می‌توان به باشگاه فوتبال الهلال ام درمان اشاره کرد.
وی همچنین در تیم ملی فوتبال سودان بازی کرده‌است.